# Euro Hockey Tour 2012/2013
Euro Hockey Tour 2012/2013 byl 17. ročník hokejových turnajů Euro Hockey Tour.

## Karjala cup
Turnaj proběhl od 7. do 10. listopadu 2012.
- Vítěz Česká hokejová reprezentace.

| Tým 1   | Výsledek                           | Tým 2   |
| ------- | ---------------------------------- | ------- |
| Česko   | 3 : 1 (0:0, 0:0, 3:1)              | Švédsko |
| Finsko  | 2 : 1 SN (0:0, 0:1, 1:0, 0:0, 1:0) | Rusko   |
| Švédsko | 2 : 3 (1:2, 1:0, 0:1)              | Rusko   |
| Finsko  | 0 : 1 (0:1, 0:0, 0:0)              | Česko   |
| Česko   | 2 : 1 (2:0, 0:1, 0:0)              | Rusko   |
| Finsko  | 3 : 1 (1:0, 1:1, 1:0)              | Švédsko |

## Channel One cup
Turnaj proběhl od 13. do 16. prosince 2012.
- Vítěz Ruská hokejová reprezentace.

| Tým 1   | Výsledek              | Tým 2   |
| ------- | --------------------- | ------- |
| Finsko  | 3 : 2 (0:1, 1:0, 2:1) | Česko   |
| Švédsko | 1 : 5 (1:0, 0:4, 0:1) | Rusko   |
| Rusko   | 6 : 0 (2:0, 2:0, 2:0) | Česko   |
| Finsko  | 1 : 4 (0:2, 0:0, 1:2) | Švédsko |
| Rusko   | 3 : 1 (0:0, 2:1, 1:0) | Finsko  |
| Česko   | 0 : 4 (0:1, 0:1, 0:2) | Švédsko |

## Oddset Hockey Games
Turnaj proběhl od 6. do 10. února 2013.
- Vítěz Finská hokejová reprezentace.

| Tým 1   | Výsledek                           | Tým 2   |
| ------- | ---------------------------------- | ------- |
| Rusko   | 4 : 3 SN (0:2, 1:0, 2:1, 0:0, 1:0) | Finsko  |
| Česko   | 2 : 0 (0:0, 1:0, 1:0)              | Švédsko |
| Finsko  | 3 : 0 (1:0, 2:0, 0:0)              | Česko   |
| Švédsko | 1 : 4 (1:1, 0:2, 0:1)              | Rusko   |
| Rusko   | 1 : 2 (0:0, 0:1, 1:1)              | Česko   |
| Švédsko | 2 : 5 (0:0, 1:3, 1:2)              | Finsko  |

## KAJOTbet Hockey Games
Turnaj proběhl od 25. do 28. dubna 2013.
- Vítěz Švédská hokejová reprezentace.

| Tým 1   | Výsledek                           | Tým 2   |
| ------- | ---------------------------------- | ------- |
| Finsko  | 2 : 3 (0:0, 1:2, 1:1)              | Česko   |
| Švédsko | 4 : 2 (1:0, 3:2, 0:0)              | Rusko   |
| Rusko   | 2 : 1 SN (0:1, 0:0, 1:0, 0:0, 1:0) | Finsko  |
| Česko   | 0 : 1 (0:1, 0:0, 0:0)              | Švédsko |
| Švédsko | 2 : 1 (1:1, 1:0, 0:0)              | Finsko  |
| Česko   | 1 : 2 (1:0, 0:2, 0:0)              | Rusko   |

## Celková tabulka EHT 2012/2013
| Poř. | Tým     | Z  | V | VP | PP | P | VG | OG | B  |
| ---- | ------- | -- | - | -- | -- | - | -- | -- | -- |
| 1.   | Rusko   | 12 | 6 | 2  | 1  | 3 | 34 | 20 | 23 |
| 2.   | Česko   | 12 | 6 | 0  | 0  | 6 | 16 | 24 | 18 |
| 3.   | Finsko  | 12 | 4 | 1  | 2  | 5 | 25 | 25 | 16 |
| 4.   | Švédsko | 12 | 5 | 0  | 0  | 7 | 23 | 29 | 15 |

## Vysvětlivky k tabulkám a zápasům
- Z – počet odehraných zápasů
- V – počet vítězství
- VP – počet výher po prodloužení (nebo po samostatných nájezdech)
- PP – počet proher po prodloužení (nebo po samostatných nájezdech)
- P – počet proher
- VG – počet vstřelených gólů
- OG – počet obdržených gólů
- B – počet bodů